# FindFace
FindFace — технология распознавания лиц, разработанная российской компанией NtechLab, специализирующейся на решениях в области нейронных сетей. На базе данной технологии компания представляет линейку решений для государства и разных отраслей бизнеса.
Ранее технология использовалась в качестве веб-сервиса, помогающего найти людей в социальной сети «ВКонтакте» по их фотографии.

## История
Технология была обнародована в качестве веб-сервиса, помогающего найти людей в социальной сети «ВКонтакте» по их фотографии, 18 февраля 2016 года. В мае 2016 года число посетителей сервиса превысило 1 млн человек.
В августе 2016 года сооснователь компании NtechLab Артём Кухаренко передал пост руководителя компании Михаилу Иванову.
С 1 сентября 2018 года сервис более не оказывает услуги поиска людей по фотографии, так как он был преобразован компанией NtechLab в линейку решений для различных отраслей бизнеса.

## Признание и награды
В 2015 году алгоритм FindFace от NtechLab был признан лучшим на организованном Вашингтонским университетом международном конкурсе The MegaFace Benchmark.
В мае 2016 NtechLab в числе трёх российских компаний была допущена к официальному тестированию технологий биометрии, проводимому NIST. Сам факт допуска к испытаниям дал компании право участвовать в гостендерах США и ряда других стран. По результатам тестирования алгоритм занял первую позицию в рейтинге мирового бенчмарка Facial Recognition Vendor Test, организованного NIST.
В октябре 2016 года компания NtechLab была номинирована на премию РБК «Стартап года» за создание передовой технологии распознавания лиц по фото FindFace. Претендентами на премию также стали проекты Prisma, DOC+, Grabr и Revolut.
Весной 2017 года NtechLab снова заняла первое место в рейтинге Facial Recognition Vendor Test.
Также в марте 2017 года алгоритм FindFace от NtechLab победил на соревнованиях по автоматическому распознаванию эмоций EmotionNet Challenge, организованном Университетом штата Огайо. В соревнованиях участвовали 37 групп разработчиков, и только 2 из них смогли выполнить их условия в полном объёме.
Летом 2017 года сервис FindFace стал победителем MUF Community Awards — первой мультидисциплинарной премии городских сообществ, независимых проектов, частных инициатив и стартапов, внёсших значительный вклад в развитие Москвы, в номинации «Городские технологии».
Осенью 2017 года NtechLab победила в конкурсе технологий распознавания лиц, организованном совместно NIST и IARPA — американским агентством передовых исследований в области разведки. Победа была одержана в двух номинациях из трех — «Скорость идентификации» и «Точность верификации».
В сентябре 2018 года алгоритм NtechLab по распознаванию силуэтов пешеходов занял призовое место в конкурсе по детектированию пешеходов и велосипедистов на дорогах Wider Pedestrian Challenge, организованного мировыми IT-корпорациями Amazon и SenseTime.

## Применение и инциденты
В 2016—2018 гг. компания NtechLab представила несколько сценариев использования технологии FindFace, которые в дальнейшем легли в основу коммерческих продуктов компании:
- В июне 2016 года сервис FindFace внедрили на рейв-фестивале Alfa Future People: гостей мероприятия идентифицировали при помощи приложения, после чего рассылали им сделанные фотографии в соцсети. Участие в эксперименте было добровольным и не нарушало конфиденциальность посетителей фестиваля[13].
- В 2017 году алгоритмы распознавания лиц NtechLab были встроены в московскую городскую систему видеонаблюдения, эксплуатируемую Департаментом информационных технологий Москвы[14]. Система использует базу лиц МВД, чтобы находить ей соответствия на видео. Предполагаемые применения системы — поиск преступников[15] и борьба с терроризмом[16].
- В феврале 2018 года стало известно, что технологии NtechLab будут использовать на территории Татарстана. Пилотный проект в Альметьевске показал эффективность технологии в обеспечении общественной безопасности[17].
- В апреле 2018 года стало известно, что алгоритм по распознаванию лиц NtechLab будет внедрен в крупном торгово-развлекательном комплексе «Лето» в Санкт-Петербурге. Сбор информации о посетителях будет вестись в обезличенном виде без идентификации конкретных посетителей. Анализ позволит определить демографический срез покупателей, выявить повторные посещения, оценить, сколько времени посетители тратят на покупки, сравнить поведение клиентов в различных магазинах[18].
- В июле 2018 года решение NtechLab было внедрено в парке водных развлечений Līvu Akvaparks в Юрмале. После посещения парка его клиенты получили возможность упрощенного поиска всех фотографий со своим изображением[19].
- Решение FindFace Security, внедренное в нескольких городах во время проведения Чемпионата мира по футболу FIFA 2018 в России, позволило задержать более 180 человек, включенных в базы правонарушителей, часть из них находилась в федеральном розыске[20].
- Благодаря решению FindFace Security удалось предотвратить хищение спонсорского кубка Bud в рамках одного из матчей Чемпионата мира по футболу FIFA 2018 в России. С помощью видеокамер удалось восстановить цепочку событий и идентифицировать причастных, один из которых был обнаружен и задержан на одном из последующих матчей[21].
- В 2018-2020 годах технология распознавания лиц NtechLab была внедрена и используется в городской системе видеонаблюдения г. Москвы. Она использовалась для поиска нарушителей правопорядка во время Чемпионата Мира по футболу - 2018, а с февраля 2020 городская полиция  использует её для поиска нарушителей режима самоизоляции, который был введён в связи с эпидемией COVID-2019[22].

Кроме того, в 2016 году ряд пользователей воспользовался возможностями, предоставляемыми веб-сервисом, для осуществления активностей, не координировавшихся со стороны компании NtechLab:
- Петербургский фотограф Егор Цветков запустил проект Your Face is Big Data, в рамках которого фотографировал случайных попутчиков в метро и с помощью FindFace искал их аккаунты в социальных сетях[23][24].
- Пользователи сети помогли правоохранительным органам опознать при помощи FindFace двоих молодых людей, устроивших поджог многоквартирного дома в Санкт-Петербурге и попавших на запись камеры видеонаблюдения в лифте.
- В августе 2016 года с помощью FindFace журналисты установили личность московского предпринимателя Арама Петросяна, который захватил отделение «Ситибанка» в центре Москвы. Его страницу нашли в социальной сети «ВКонтакте», после чего передали информацию в правоохранительные органы[25]. Позже информация о личности захватчика подтвердилась.

## Разработчики
Создавшая сервис компания NtechLab была основана в 2015 году выпускником факультета вычислительной математики и кибернетики МГУ им. М. В. Ломоносова Артёмом Кухаренко и предпринимателем Александром Кабаковым.
В 2021 году Александр Кабаков вышел из состава совета директоров компании, в марте 2022 года ушёл Артём Кухаренко. По словам основателей компании, они начали обсуждения прекращения проектов в России после отравления Алексея Навального в августе 2020 года.

## Собственники
Технология FindFace принадлежит компании, зарегистрированной в России как ООО «НТЕХ ЛАБ», которой владеет кипрская компания N-TECH.LAB LTD.
В начале 2018 года доля в 12,5 % кипрской компании была приобретена компанией Yota Holding Ltd (дочернее общество «Ростеха»), а 25 % — New Dimension Fund Variable Capital Investment (дочернее общество VB Partners Рубена Варданяна). Ещё 16,2 % находятся у Артёма Кухаренко и по 11,4 % у 4 других сооснователей.